# Estación Pichilemu
La Estación de Ferrocarriles de Pichilemu fue una estación de ferrocarril ubicada en la comuna de Pichilemu, provincia Cardenal Caro. Conectaba desde el ramal San Fernando hasta Pichilemu con una extensión de 119 kilómetros, que comenzó a construirse a finales de la década de 1880 y que fue terminado con la terminal en Pichilemu en el año 1926.
El recinto de la Estación de ferrocarriles de Pichilemu fue declarado monumento histórico en el año 1993.

## Historia

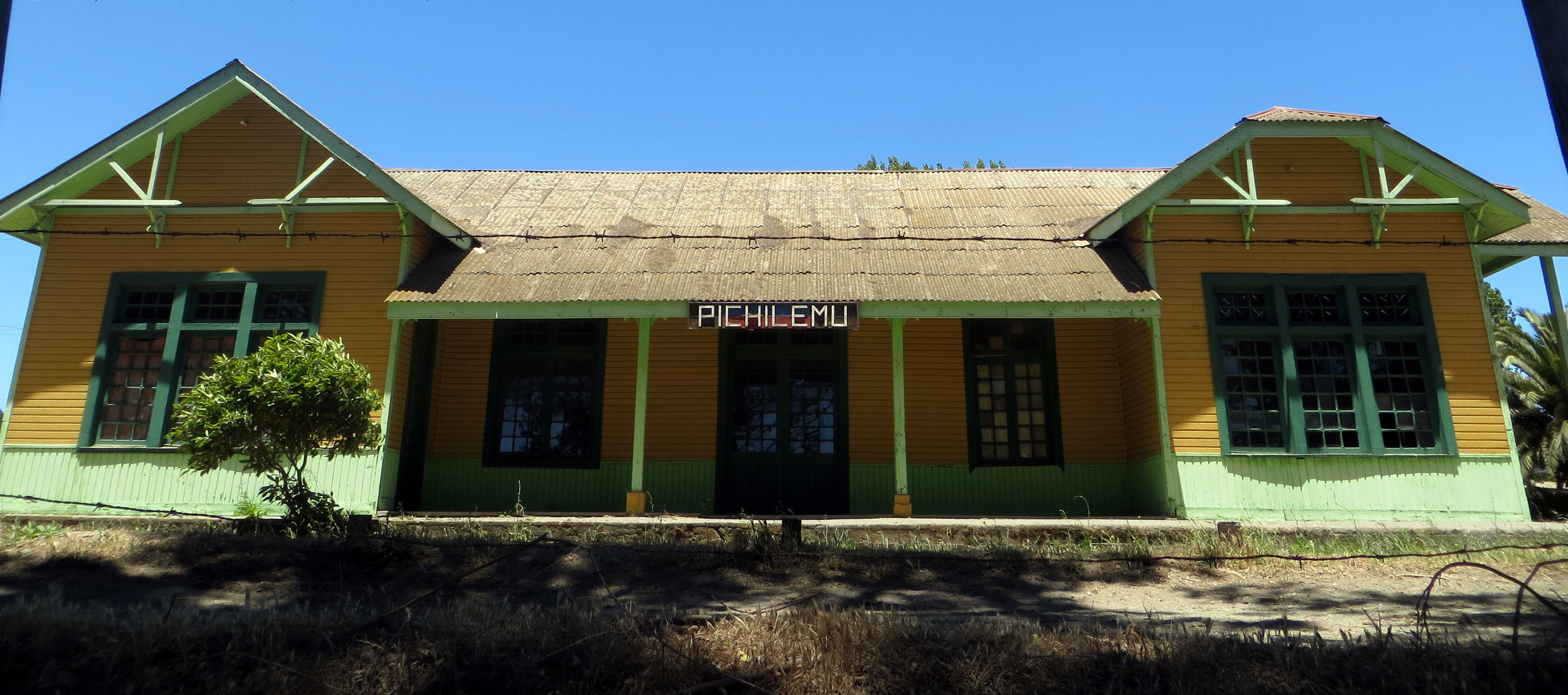
Estación de Ferrocarriles de Pichilemu.

La aprobación del proyecto del ferrocarril que uniera el ramal de San Fernando a la Palmilla tuvo como fecha de aprobación el 5 de enero de 1870, dando fecha de inicio al primer tren que circularía por el primer tramo que pasaba por las estaciones de Placilla, Nancagua en 1872, Cunaco y Palmilla en el año 1873; realizándose posteriormente la extensión a Alcones en 1893 para finalmente completar el trazado hasta la Estación de Pichilemu el 5 de enero de 1926.[cita requerida]
Debido al auge que tuvo el salitre en esa época, las arcas fiscales crecieron en gran cantidad por lo que se realizaron muchas obras públicas entre ellas la construcción de ferrocarriles, por lo que en el gobierno del presidente José Manuel Balmaceda Fernández se propone la construcción de múltiples vías ferroviarias, entre ellas la extensión de Palmilla a Alcones el cual fue un estudio realizado por ingeniero Domingo Víctor Santa María y Márquez de la Plata (estudio que hizo el trazado desde La Palmilla a Pichilemu), viendo una posibilidad de crear un ferrocarril que conectara hasta la costa con la construcción de una estación en la bahía de Pichilemu, el cual fue aprobado mediante la ley del 20 de enero de 1888 en el Congreso de Chile.
El proyecto incluyó las estaciones de San Fernando (como estación de inicio), Manantiales, Placilla, Nancagua, Cunaco, Paniahue, Palmilla, Colchagua, Peralillo, Población, Marchigue, Alcones, Cardonal, El Lingue, Larraín Alcalde (ex El Puesto) y como última estación Pichilemu.[cita requerida] En definitiva, el ferrocarril conectó la capital de la provincia de Colchagua y del departamento de San Fernando con su principal localidad costera, y proyectado puerto.
En el año 1926 el Ferrocarril comenzó a prestar sus primeros servicios, los cuales constaban de llevar la carga y contribuir para el transporte de pasajeros. Alcanzó popularidad ya que permitía llegar a la costa a la gente del interior de la región, por lo cual la demanda aumentaba considerablemente en época de verano, lo que provocó que se aumentaran los coches. Las cargas que transportaba el ferrocarril venían de tres provincias —Valle de Colchagua, Talca y Curicó— y consistían principalmente de trigo de distintas clases, cebada, maíz, fréjoles y papas.[cita requerida]
En el año 1979 el Estado de Chile suprimió la subvención, la cual era parte fundamental de la empresa, ya que se debían tener políticas que establecieran los servicios puntuales que ofrecía el ferrocarril, dejando en claro que Empresa de los Ferrocarriles del Estado pasaba a ser un ente de costo-beneficio, perdiendo su característica de ser un ente social. Como resultado de esta decisión Ferrocarriles pone fin paulatinamente al servicio de pasajeros en el año 1985, dejando de funcionar el 9 de marzo de 1986 definitivamente. En esta misma fecha se elimina el tren de pasajeros manteniendo únicamente el tren carguero el cual llegaría solamente hasta la estación de El Lingue.
Posteriormente el abandono de la vía tuvo como consecuencias, la aparición de un socavón en el km 99 de la vía, lo que fue en solucionado con la construcción de un nuevo desvío, y en el año 1993 finalmente deja de funcionar el tren carguero, dejando en claro si uso la vía en su totalidad. Los efectos dieron como resultado el hurto de los rieles, nuevos reblandecimientos de la línea férrea, el deterioro del edificio de la estación, entre otros.[cita requerida]
El Ferrocarril costino causó tal impacto que en el año 2001 se comienza la idea de crear un proyecto que, finalmente en el año 2004, se pone en marcha el cual es denominado Tren del Vino. Posee la característica de ser un tren turístico que recorre parte del tramo original del ramal Pichilemu, iniciando su recorrido en San Fernando y terminando en Santa Cruz (Chile), utilizando una locomotora a vapor tipo 57 n.º 607 del año 1913 e incluyendo coches que antiguamente hicieron servicios regulares. La vía fue concretada hasta Peralillo.
En el año 2005 se inició un proceso de licitación de rieles en desuso, enmarcado en el financiamiento del plan trienal 2003 - 2005.donde se vendieron alrededor de sesenta km de rieles del ferrocarril Pichilemu (salida de Peralillo hasta Pichilemu). A raíz de lo anterior en el primer trimestre de 2006 se levantó la vía férrea, entre las localidades antes mencionadas, quedando operativo solamente el trayecto entre San Fernando y Peralillo.[cita requerida]

## Construcción

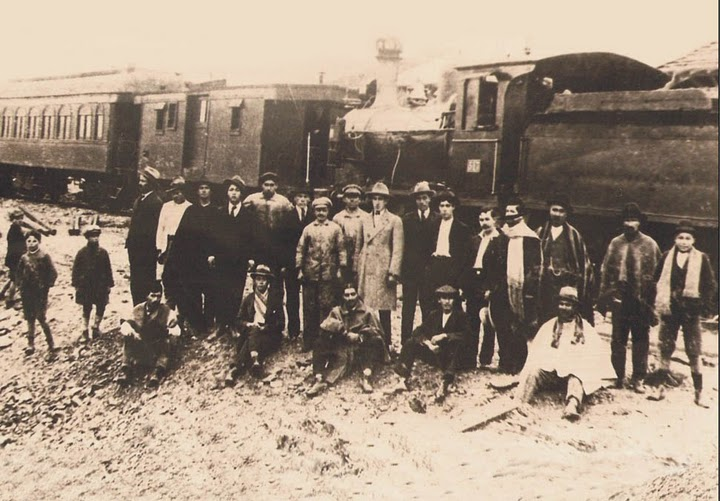
Tren en la Estación de Pichilemu (1926).

La construcción del Ramal San Fernando a Pichilemu fue construido en su mayor parte del tramo sobre un terreno prácticamente plano, el cual presentaba unas leves pendientes, excluyendo el tramo de la localidad de Los Halcones hasta El Lingue donde las curvas y las pendientes del terreno son más pronunciadas y éstas predominan hasta Pichilemu, en donde el terreno posee mayormente bajadas y curvas, por lo que la Empresa de los Ferrocarriles del Estado toma la decisión de ocupar las locomotoras a vapor tipo 57 (iniciando con la locomotora tipo 515 hasta la 522) y 58 (550,555) en la tracción Diesel 7100, lo que significaba que el tren que partía en la Alameda a la región de San Fernando era una locomotora tipo 80 donde se cambiaba por otra máquina dependiendo la cantidad de carga y pasajeros que traía.
Como existía una gran demanda de pasajeros se tomaron dos medidas para proceder ante estos cambios de locomotoras durante el trayecto, la primera de ella era que el convoy debía ser liderado solamente por una locomotora que tenía la finalidad de dejar algunos coches en la estación de Marchigue y así continuar con el resto de los coches hasta la estación de El Lingue, donde se rearmaba el tren y continuaba el viaje hasta Pichilemu. Otro de los métodos que debieron adaptar a las locomotoras  para su funcionamiento, se debía a que tenían que andar a doble tracción para poder arrastrar los coches extras los cuales generalmente eran 4 coches.[cita requerida]
Dentro de la fase de construcción de la ruta entre Halcones hasta Pichilemu se construyeron los túneles que fueron destacados por enriquecer el viaje con su vista panorámica, éstos son El túnel La Viña ubicado entre Alcones y Cardonal, El puente San Miguel de las Palmas ubicado a 1 kilómetro al poniente de la estación Cardonal, Túnel El Árbol que consta de 160 metros (declarado monumento nacional), Túnel El Quillay ubicado entre El Lingue y Larraín Alcalde, incluyendo los pasos, El paso inferior Las Mulas, paso inferior Tres Ojos y finalmente El puente negro ubicado cerca de la Estación de Pichilemu.